# ADFGVX
ADFGVX je ime za transpozicijsku šifru koju je koristila njemačka vojska za vrijeme Prvog svjetskog rata. Dizajner ove šifre bio je njemački časnik za radio veze Fritz Nebel, a prvi put se pojavila 5. ožujka 1918. za šifriranje radio poruka na zapadnoj fronti. Izbor slova ADFGX je bio zbog toga da se smanji broj grešaka u prijenosu poruke jer u Morseovom kodu ova slova imaju najmanje sličnosti. Nakon tri mjeseca korištenja, šifra ADFGX dobiva slovo V, da bi se omogućilo slanje brojeva. Za kodiranje i dekodiranje poruka koristi se izmijenjeni Polibijev kvadrat gdje se umjesto brojeva koriste slova. Kod šifre ADFGX Polibijev je kvadrat imao dimenzije 5x5, dok su kod šifre ADFGVX dimenzije 6x6. Što se tiče sigurnosti ADFGX i ADFGVX su nesigurne šifre, jer je francuski pukovnik Georges Painvin uspio razbiti šifru koristeći papir i olovku dva tjedna poslije njegove pojave, nakon što se nakupilo dovoljno šifriranog teksta s jednim ključem.

## Primjer

### Prvi stupanj
Za hrvatsku abecedu koristi se ADFGVX, koji ima Polibijev kvadrat dimenzija 6x6. Raspored slova u polibijevom kvadratu, bit će sličan kao kod šifriranja ključem tako što se prvo izabere ključ (npr. NJOFRA) koji se prvo ispiše, nakon čega se ispišu ostala slova abecede. 
Pošto hrvatska abeceda ima 30 slova, a kvadrat dimenzije 6x6, praznine će se ispuniti brojevima u slučajnom rasporedu
```
   A  D  F  G  V  X
 A NJ O  F  R  A  B  
 D C  Č  Ć  D  DŽ Đ 
 F E  G  H  I  J  K  
 G L  LJ M  N  P  S  
 V Š  T  U  V  Z  Ž 
 X 5  2  3  1  6  4  
```

### Drugi stupanj
Šifriranje poruka vrši se tako što se prvo potraži slovo koje se želi šifrirati u matrici, i pogledaju koje su koordinate (stupac i red). 
```
Poruka           : OVO JE TAJNA PORUKA
Šifirirana poruka: ADVGAD FDAAFVGG GVADAGVFFXAV
```

### Treći stupanj
Treći stupanj šifriranja je transpozicija. Ispod ključa ispišu se slova koja su proizvedena u drugom stupnju. 
```
NJ O F R A 
A  D V G A
D  F D A A 
F  V G G G
V  A D A G
V  F F X A
V
```

Pošto dio matrice prazan, u praznine dodat će se još slova V, tako da matrica izgleda ovako:
```
NJ O F R A 
A  D V G A
D  F D A A 
F  V G G G
V  A D A G
V  F F X A
V  V V V V
```

Ključ NJOFRA se trasponira u FORANJ, i matrica izgleda ovako
```
F O R A NJ
V D G A A
D F A A D
G V G G F
D A A G V
F F X A V
V V V V V
```

Da bi se proizvela krajnja šifrirana poruka, pročitaju se stupci ispod ključa:
VDGDFV DFVAFV GAGAXV AAGGAV ADFVVV 